# Congrès de Bâle (1912)
Pour les articles homonymes, voir Congrès de Bâle.

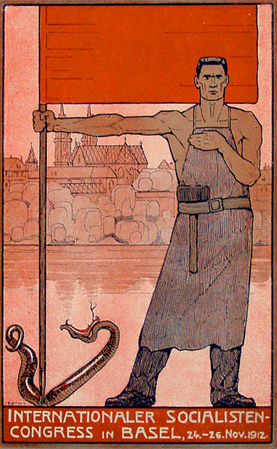
Affiche officielle du Congrès de Bâle en 1912.

Le Congrès de Bâle de 1912 est une conférence de paix organisée par le parti socialiste suisse les 24 et 25 novembre 1912 dans la cathédrale de Bâle. 
Son but était de coordonner les actions des socialistes européens afin de parvenir à gérer au mieux les guerres balkaniques qui sévissaient alors. 550 délégués de 23 nations différentes y ont directement participé et plus de 10 000 personnes y ont assisté.

## Contexte historique
En Europe, les guerres qui secouaient les Balkans, divisant ainsi les États chrétiens issu de la décomposition de l'Empire ottoman, n'allaient pas tarder à s'étendre jusqu'en Europe centrale. Tout un réseau d'accords et de relations augmentait encore les tensions. En mars-avril 1912, les protagonistes durent apaiser leurs conflits, à la suite de l'avancée de l'Autriche-Hongrie dans les Balkans. Un camp, composé de la Serbie, la Bulgarie, la Russie, le Monténégro et la Grèce s'opposait à l'Empire Ottoman et l'Empire austro-hongrois.

## Le Congrès en lui-même
À Bruxelles, les socialistes européens adoptent alors le projet de tenir ce congrès, sur le thème de « La situation internationale et l'accord pour une action contre la guerre ».
La position de la Suisse au centre de l'Europe, sa constitution libre et sa neutralité expliquent le choix de Bâle pour cette neuvième conférence de la Deuxième Internationale socialiste[réf. nécessaire].
Une résolution, proposée par Jean Jaurès, y est adoptée à l'unanimité. Toutefois, la guerre ne cessera que fin juillet 1913. Un nouveau traité, celui de Bucarest, définit alors les frontières des États balkaniques.
L'écrivain français Louis Aragon a décrit de manière magistrale ces événements dans le dernier chapitre de son roman Les Cloches de Bâle, mettant en évidence la personnalité de la déléguée allemande Clara Zetkin.

## Sources
- Neue Zürcher Zeitung, 24.11.2012, Marcel Amrein
- Basler Zeitung, 19.11.2012, Ruedi Arnold